# 14 décembre 1994
Le mercredi 14 décembre 1994 est le 348e jour de l'année 1994.

## Naissances
- Émile Poirier, hockeyeur sur glace canadien
- Balázs Sebők, joueur de hockey sur glace hongrois
- Clarisse Le Bihan, footballeuse française
- Jason Lowndes (mort le 22 décembre 2017), coureur cycliste australien
- Javon Francis, athlète jamaïcain
- Jordan Dover, footballeur international guyanien
- Kedar Williams-Stirling, acteur britannique
- Kevaughn Frater, joueur de football jamaïcain
- Khaled Ben Slimene, volleyeur tunisien
- Niklas Wellen, joueur de hockey sur gazon allemand
- Ryan McMahon, joueur de baseball américain

## Décès
- Ivan Panteleyev (né le 8 juin 1924), écrivain soviétique
- Lucien Nortier (né le 14 septembre 1922), dessinateur et scénariste de bandes dessinées, illustrateur
- Mary Ann McCall (née le 4 mai 1919), chanteuse de jazz
- Orval Faubus (né le 7 janvier 1910), politicien américain
- Shota Dzidziguri (né le 15 août 1911), linguiste soviétique

## Événements
- Création du Quotidien d'Oran
- Fin de la série télévisée britannique Shakespeare: The Animated Tales
- Début des travaux du barrage des Trois-Gorges.